# 모케과주

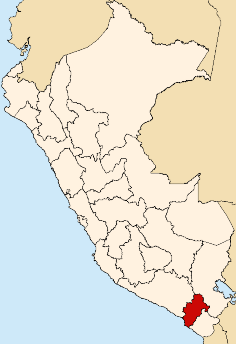
모케과 주의 위치

모케과주(스페인어: Departamento de Moquegua)는 페루 남부에 위치한 주로 주도는 모케과이며 면적은 15,733.97km2, 인구는 163,757명(2004년 기준)이다.
북쪽으로는 아레키파 주, 동쪽으로는 푸노 주, 남쪽으로는 타크나 주, 서쪽으로는 태평양과 접한다. 3개 군과 20개 구를 관할한다.